# 라셸 르페브르
라셸 마리 르페브르(프랑스어: Rachelle Marie Lefevre, 1979년 2월 1일 ~ )는 캐나다의 배우이다.

## 출연 작품
- 할로우 인 더 랜드 (2017)
- 엣지 오브 윈터 (2016)
- 언더 더 돔 시즌3 (2015)
- 언더 더 돔 시즌2 (2014)
- 리클레임 (2014)
- 언더 더 돔 시즌1 (2013)
- 폰 샵 클로니클스 (2013)
- 제이슨 스타뎀의 홈프론트: 가족을 지켜라 (2013)
- 이디야와 얼음왕국의 전설 (2013)
- 화이트 하우스 다운 (2013)
- 애플바움 (2012)
- 오메르타 (2012)
- 기프티드 맨 (2011)
- 정글 (2011)
- 풀 보이즈 (2011)
- 더 콜러 (2011)
- 김미 셀터 (2010)
- 카지노 잭 (2010)
- 세번째 사랑 (2010)
- 두 유 노우 미 (2009)
- 뉴 문 (2009)
- 스윙타운 (2008)
- 트와일라잇 (2008)
- 서퍼링 맨스 채리티 (2007)
- 퓨저티브 피스 (2007)
- 클래스 (2006)
- 왓 어바웃 브라이언 (2006)
- 더 리버 킹l (2005)
- 러브 인 클라우즈 (2004)
- 컨페션 (2002)
- 어벤던 (2002)
- 데드 어웨이크 (2001)
- 슬리피 할로우의 전설 (1999)